# Dècada del 1400 aC

## Esdeveniments
- 1401 aC, Xina: l'emperador Pa U Ken (Pan Kong) trasllada la capital de l'Imperi a Yin. La dinastia Shang pren el nom de Yin, abraçant una àrea cultural fins al centre de la Xina però sense arribar al sud.
- Vers 1400 aC Kurigalzu succeeix a Babilònia al seu probable germà Kadashmankharbe
- Vers 1400 aC, a Alashiya (illa de Xipre) regna Alaselya
- Vers 1400 aC, reis llegendaris a Èlida (Augies), Micenes (Tàntal), Epir (Aidoneu) i Histicostida (d'on foren expulsats els doris pels cadmeus, establint-se a la Dròpida, que agafa el nom de Dòrida)
- Vers 1400 aC, Muwatal·lis I és assassinat en un cop de palau. Es proclamat rei Tudhalias II, de la casa reial però parentiu incert.